# Рауль Дотрі
Рауль Дотрі (фр. Raoul Dautry; 16 вересня 1880, Монлюсон, Альє — 21 серпня 1951, Лурмарен, Воклюз) — французький інженер, міністр озброєння Франції.